# 1080 Orchis
1080 Orchis је астероид главног астероидног појаса. Приближан пречник астероида је 23,28 ,
а средња удаљеност астероида од Сунца износи 2,419 астрономских јединица (АЈ).
Инклинација (нагиб) орбите у односу на раван еклиптике је 4,588 степени, а орбитални период износи 1374,388 дана (3,762 године). Ексцентрицитет орбите астероида износи 0,258.
Апсолутна магнитуда астероида износи 12,20 а геометријски албедо 0,043.
Астероид је откривен 30. августа 1927. године.